# Henrique Rebelo
João Henrique Ferreira de Alencar Pires Rebelo (Teresina, 26 de julho de 1963) é um advogado, servidor público e político brasileiro com atuação no estado do Piauí.

## Dados biográficos
Filho de João Henrique de Araújo Costa Rebelo e Teresa Maria Ferreira de Alencar Pires Rebelo. Advogado pela Universidade de Fortaleza, residia nesta cidade como funcionário do Departamento Nacional de Obras Contra as Secas até ser transferido para Teresina, cidade onde foi diretor executivo da TV Clube, afiliada à Rede Globo, e presidente da Fundação Valter Alencar, assim denominada em homenagem ao seu avô.
Eleito vereador de Teresina em 1992 pelo PDS, migrou para o PPR e o PPB no curso do mandato. Secretário de Articulação Municipal no governo Guilherme Melo, foi derrotado em segundo turno como candidato a vice-prefeito de Teresina em 1996 na chapa de Alberto Silva (PMDB). Nomeado presidente da Empresa de Informática e Processamento de Dados do Estado do Piauí (PRODEPI) pelo governador Mão Santa em 1997, foi eleito deputado estadual pelo PMDB em 1998, 2002 e 2006 e pelo PT em 2010.
Secretário de Justiça no primeiro governo Wellington Dias e no segundo governo Wilson Martins, ficou na suplência de deputado estadual em 2014 e chegou a ser convocado para exercer o mandato, porém licenciou-se a fim o assumir a Secretaria de Assistência Social e Cidadania no terceiro governo Wellington Dias.